# Partha Dasgupta
Partha Sarathi Dasgupta (ur. 17 listopada 1942 w Dhace, Indie, dzisiaj Bangladesz) – ekonomista, profesor emeritus Uniwersytetu Cambridge (katedra im. Franka Ramseya), syn znanego ekonomisty Amiya Dasgupty, który był m.in. nauczycielem laureata ekonomicznej nagrody Nobla Amartyi Sena. Przedstawiciel szkoły ekonomii ekologicznej.

## Edukacja
Partha Dasgupta uczęszczał do szkoły w Waranasi, gdzie w 1958 roku zdał maturę. Studiował w Uniwersytecie Delhi (B.Sc. z fizyki w 1962 roku) i w Trinity College na Uniwersytecie Cambridge (B.A. z matematyki w 1965 i doktorat z ekonomii w 1968 roku).

## Kariera akademicka
Dasgupta był profesorem m.in. uniwersytetów w Delhi, Londynie, Stanford, Harvardzie i Princeton. Jest członkiem brytyjskiej Royal Society (od 2004 roku), British Academy (od 1989 roku) i Szwedzkiej Akademii Nauk (od 1991 roku). Współzałożył w 1996 roku czasopismo ekonomiczne Environment and Development Economics. W latach 1991–97 był przewodniczącym panelu doradców The Beijer Institute of Ecological Economics w Sztokholmie.
Współautor słynnego artykułu Economic Growth, Carrying Capacity, and the Environment, opublikowanego w renomowanym czasopiśmie Science, w którym grupa ekonomistów i ekologów (m.in. Kenneth Arrow i Robert Costanza) zwróciła uwagę na granice wzrostu gospodarczego wynikające z ograniczonych możliwości ekosystemów do regeneracji.

## Pola zainteresowań naukowych
- Ekonomia rozwoju i ekonomia dobrobytu, zwłaszcza związek między biedą a środowiskiem naturalnym
- Teorie sprawiedliwości
- Rola instytucji w gospodarce
- Rola kapitału społecznego w gospodarce
- Wskaźniki dobrobytu (alternatywy dla PKB)
- Zrównoważony rozwój i ekonomia ekologiczna
- Wpływ postępu technicznego na gospodarkę

## Wybrane publikacje
Książki
- 1972: Guidelines for Project Evaluation, New York: United Nations (razem z Amartyą Senem i Stephenem Marglinem).
- 1979: Economic Theory and Exhaustible Resources, Cambridge: Cambridge University Press (razem z Geoffreyem Healem) (ISBN 0-7202-0313-9).
- 1982: The Control of Resources, Cambridge, MA: Harvard University Press (ISBN 0-674-16980-8).
- 1993: An Inquiry into Well-Being and Destitution, Oxford: Clarendon Press (ISBN 0-19-828756-9).
- 2001: Human Well-Being and the Natural Environment, Oxford: Oxford University Press (ISBN 0-19-924788-9).
- 2007: Economics: A Very Short Introduction, Oxford: Oxford University Press (ISBN 978-0-19-285345-5).

Wybrane artykuły
- 1969: On the Concept of Optimum Population, Review of Economic Studies, 36 (107), s. 295–318.
- 1974: Benefit-Cost Analysis and Trade Policies, Journal of Political Economy, 82 (1), s. 1–33 (razem z Josephem Stiglitzem).
- 1974: On Some Alternative Criteria for Justice Between Generations, Journal of Public Economics, 3, s. 405–423.
- 1979: The Optimal Depletion of Exhaustible Resources, Review of Economic Studies, 41, s. 3–28 (z Geoffreyem Healem).
- 1979: The implementation of social choice rules, Review of Economic Studies, 46, s. 185–216 (z Peterem Hammondem i Erikiem Maskinem).
- 1980: Uncertainty, Industrial Structure and the Speed of R&D, Bell Journal of Economics, 11, s. 1–28 (z Josephem Stiglitzem).
- 1980: Industrial Structure and the Nature of Innovative Activity, Economic Journal, 90, s. 266–293 (z Josephem Stiglitzem).
- 1982: Utilitarianism, Information and Rights, w: Amartya Sen und Bernard Williams (red.): Utilitarianism and Beyond, Cambridge University Press (ISBN 0-521-24296-7).
- 1982: Resource Depletion, Research and Development and the Social Rate of Discount, w: Robert Lind (red.): Discounting for Time and Risk in Energy Policy, Johns Hopkins University Press (ISBN 0-8018-2709-4), s. 273–305.
- 1983: Strategic Considerations in Invention and Innovation: The Case of Natural Resources., Econometrica, 51 (5), s. 1439–1448 (z Richardem Gilbertem i Josephem Stiglitzem).
- 1995: Economic Growth, Carrying Capacity, and the Environment, Science, 268, s. 520-521 (z Kennethem Arrowem i innymi).
- 1995: Population, Poverty, and the Local Environment, Scientific American, 272 (2), s. 26-31.
- 2000: Net national product, wealth, and social well-being, Environment and Development Economics, 5, s. 69-93 (z Karlem-Göranem Mälerem).
- 2004: Are We Consuming too Much?, Journal of Economic Perspectives, 18 (3), s. 147-172 (z Kennethem Arrowem i innymi).
- 2008: Discounting climate change, Journal of Risk and Uncertainty, 37, s. 141-168.